# Джеффрі Білл

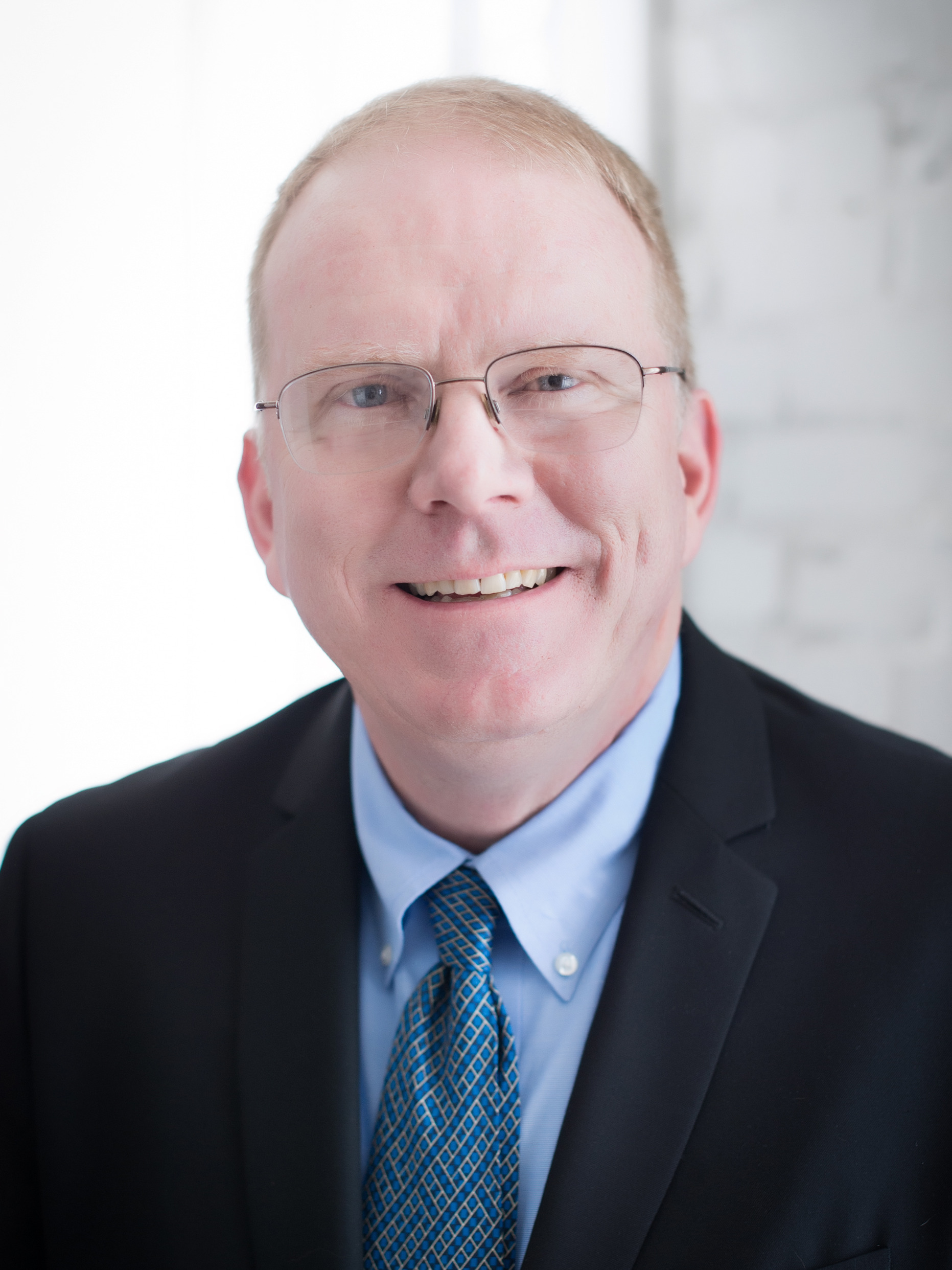
Джеффрі Білл

Джеффрі Білл (англ. Jeffrey Beall) — бібліотекар і ад'юнкт-професор в бібліотеці Аурарія  при Університеті штату Колорадо, Денвер, США. Він піддавав жорсткій критиці видавців та видавництва, що використовують «хижацькі» методи публікації наукових статей у форматі відкритого доступу (ВД), проводив їх регулярний моніторинг.

## З біографії
Джеффрі Білл отримав ступінь бакалавра з іспанської мови в Університеті штату Каліфорнія, Нортріджі (1982), а також ступінь магістра з англійської мови в Університеті штату Оклахома (1987) і ступінь магістра бібліотекознавства в Університеті штату Північна Кароліна (1990). З 1990 р по 2000 р Дж. Білл працював в Гарвардському університеті (Кембридж, штат Массачусетс) спочатку першим, а потім старшим упорядником каталогу. До грудня 2012 року Дж. Білл був членом редколегії журналуCataloging & Classification Quarterly [Архівовано 2 листопада 2015 у Wayback Machine.] (щоквартальне видання, що висвітлює питання бібліотечної каталогізації та класифікації). У тому ж році він отримав контракт довічного найму в Університеті штату Колорадо в Денвері. У своєму інтерв'ю виданнюThe Charleston Advisor (рецензоване періодичне видання, що обсервує приватні та безкоштовні інтернет-ресурси, які бібліотеки ліцензують і роблять доступними для своїх спонсорів і користувачів) в липні 2013 року Дж. Білл заявив, що найбільше на нього вплинув Фредерік Г. Кілгур.

### Видалення Scholarly Open Access
15 січня 2017 року повністю було видалено весь вміст Scholarly Open Access разом із особистою сторінкою Білла на вебсайті університету. На видалення першими звернули увагу користувачі соціальних мереж, які висловили припущення про те, що видалення було пов'язано з перенесенням списку керівництвом Cabell's International , проте пізніше компанія заперечувала свою причетність, а її віце-президент з розвитку бізнесу Леслі Ерл заявив, що Білл «був змушений закрити блог через погрози і політики». У свою чергу офіційний представник університету заявив, що видалення вмісту сайту було особистим рішенням Білла і не пов'язане з якимись юридичними складнощами. Канадський лікар Роджер Пірсон, професор акушерства, гінекології, репродуктивних івних наука і медицини Університету Саскачевану, зазначив, що «побачити праці Білла знищеними було цілковитою катастрофою», оскільки «з наукової точки зору це означає відсутність вкрай насущного джерела».
Копії переліку критеріїв Джеффрі Білла для визначення хижацьких наукових видавництв та видань досі використовуються і доступні на багатьох вебресурсах.